# Skaly Klimuka
Die Skaly Klimuka (Transkription von russisch Скалы Климука) sind eine Gruppe von Felsvorsprüngen in der antarktischen Ross Dependency. In den Churchill Mountains ragen sie südlich des Sojus-17-Kliffs an der Nordflanke des Carlyon-Gletschers auf.
Russische Wissenschaftler benannten sie. Der weitere Benennungshintergrund ist nicht überliefert.